# Antero Luís
Antero Luís (Vinhais, Terras de Trás-os-Montes, 10 de dezembro de 1960), magistrado português, é juiz conselheiro do Supremo Tribunal de Justiça, tendo chefiado o Serviço de Informações de Segurança (SIS), a ‘secreta’ portuguesa, e o Sistema de Segurança Interna (SSI), instituição que gere, nacionalmente, a coordenação entre todas as forças de segurança, bem como integrado o Governo da República e desempenhado cargos internacionais.

## Biografia
Licenciou-se em direito pela Faculdade de Direito da Universidade de Lisboa (1979-1984).
Como auditor de justiça, frequentou o IV curso normal de formação de magistrados do Centro de Estudos Judiciários (1985-1987).
Mestrando em Direito Criminal na Universidade Católica Portuguesa, Faculdade de Direito do Porto (1986).
Professor convidado do Instituto Superior de Ciências Sociais e Políticas, no Curso de Pós-graduação em Informações e Segurança, lecionando o módulo de Informações de Segurança e Contrainformação.
Entre 1984 e 1985 exerceu funções de representante do Ministério Público na comarca de Alfândega da Fé.
Em 1986 frequentou o seminário sobre Medicina Legal no Instituto de Medicina Legal, em Lisboa.
Entre 1987 e 1993, foi juiz de direito, sucessivamente, nas comarcas de Bragança, Macedo de Cavaleiros, Marco de Canaveses e Vila Nova de Gaia.
Entre 1995 e 1999 exerceu as funções de secretário-geral da Associação Sindical dos Juízes Portugueses.
De 1993 a 2000 exerceu, sucessivamente, as funções de juiz presidente do círculo judicial de Faro, da 3ª Vara Criminal de Lisboa, do 2º Juízo do Tribunal de Família do Porto e da 1ª Vara Criminal do Porto, nesta em acumulação com juiz do Tribunal de Execução de Penas do Porto.
Entre 2004 e 2005 foi membro (eleito) e porta-voz do Conselho Superior da Magistratura. Durante esse período, foi igualmente representante do CSM na Unidade de missão para a reforma penal. e teve a seu cargo, no que respeita aos distritos judiciais do Porto e Coimbra, a extinção dos Tribunais Militares (Conforme CV de Antero Luís apresentado em 2022 no procedimento concursal de acesso no Supremo Tribunal de Justiça e documentos a ele anexos, tudo constante no arquivo do Conselho Superior da Magistratura).
Em 2005 foi nomeado juiz desembargador auxiliar do Tribunal da Relação do Porto.
Entre 2005 e 2011 foi diretor do Serviço de Informações de Segurança (SIS), nomeado, por despacho do Primeiro Ministro, após audição na 1ª Comissão de Direitos Liberdades e Garantias da Assembleia da República e autorização do Conselho Superior da Magistratura.
Em 31 de agosto de 2009 foi promovido a juiz desembargador do Tribunal da Relação do Porto.
Entre 2011 e 2014 foi Secretário-geral do Sistema de Segurança Interna (SSI).
À frente do SIS, Antero Luís "abriu os canais de comunicação com as polícias" e teve um "mandato tranquilo". Já no SSI é criticado por não avançar com alterações legislativas significativas, mas elogiado por ter "conseguido alguma tranquilidade" num sector considerado muito delicado e propenso a conflitos, bem como por ser "tecnicamente muito bom" e "um excelente organizador".
De 2014 a 2019 e de 2022 a 2024 foi juiz desembargador do Tribunal da Relação de Lisboa.

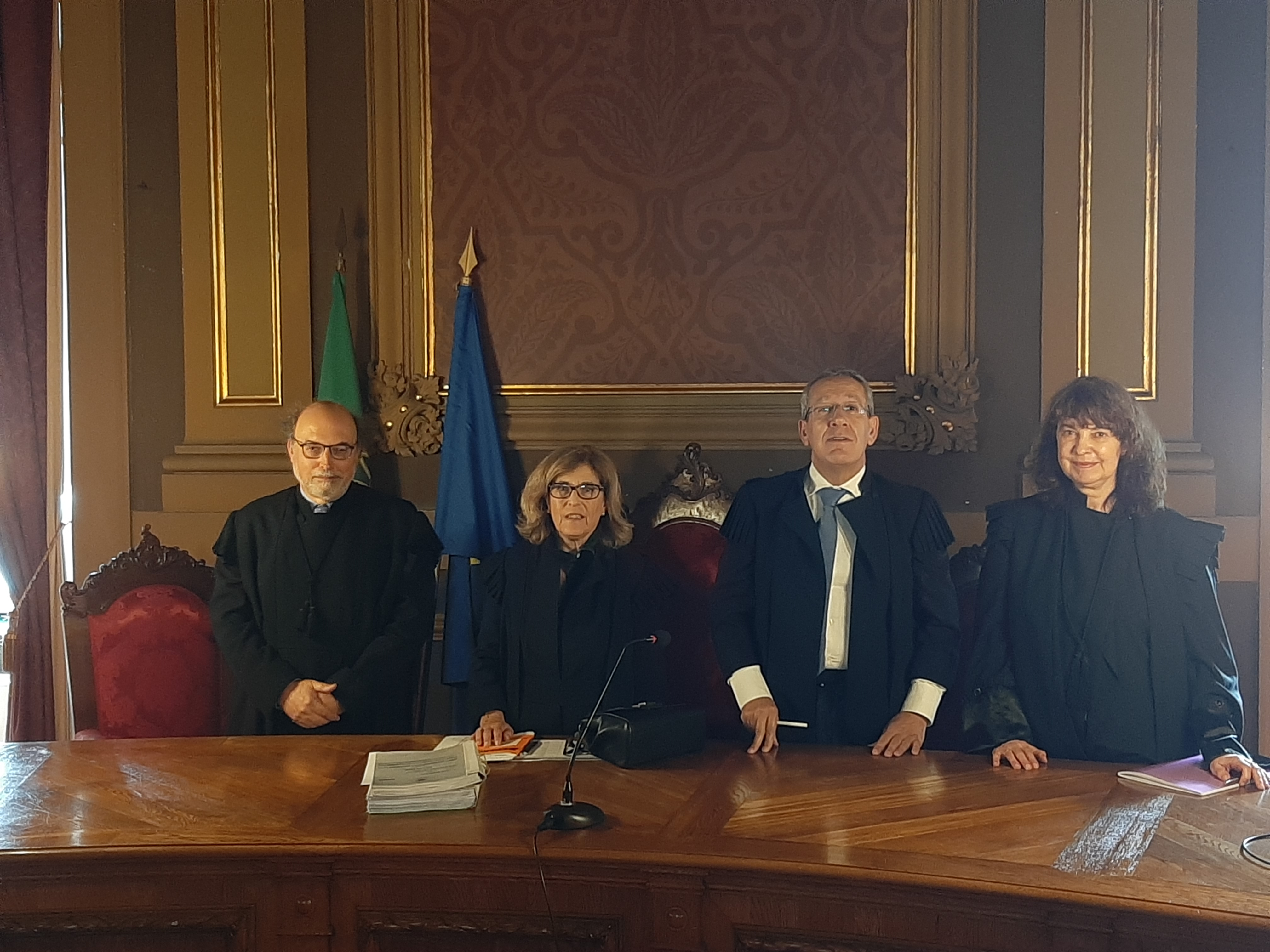
Juízes desembargadores da 9ª Secção (criminal); da esquerda para a direita: José Sérgio Calheiros da Gama, Margarida Vieira de Almeida (presidente), Antero Luís e Paula Bizarro; Sala de audiências do tribunal da relação de Lisboa, 29 de setembro de 2022

Um dos processos mediáticos de Antero Luís na Relação foi o caso dos motoqueiros Hells Angels, acusados de associação criminosa e tentativa de homicídio ao líder da extrema-direita Mário Machado. O magistrado negou a liberdade a alguns dos principais arguidos do processo, mantendo a sua prisão preventiva.

Foi Secretário de Estado Adjunto e da Administração Interna (26 de outubro de 2019 a 30 de março de 2022) do XXII Governo Constitucional de Portugal, liderado por António Costa.
Participou nas reuniões de alto nível do Comité Permanente para a Cooperação da Segurança Interna da União Europeia (COSI); na Conferência ministerial de alto nível Criminal justice response to radicalization, 2015, Bruxelas, e no XVI Encontro do Conselho Superior da Magistratura, 2022, Vila Nova de Gaia, subordinado ao tema “A Independência do poder judicial” (conforme CV de Antero Luís apresentado em 2022 no procedimento concursal de acesso no Supremo Tribunal de Justiça e documentos a ele anexos, tudo constante no arquivo do Conselho Superior da Magistratura).
Desde fevereiro de 2024 é juiz conselheiro do Supremo Tribunal de Justiça, integrando o Plenário e a 3ª secção (criminal).

## Funções internacionais
- Entre julho de 2000 e setembro de 2001 foi Diretor Adjunto do Departamento de Justiça (Deputy Director of Judicial Affairs) da UNTAET e membro do primeiro Governo de Transição de Timor-Leste (Vice-ministro da justiça)[1][3]
- Em 17 setembro de 2001, por ordem executiva de Sérgio Vieira de Mello, representante do Secretário-geral das Nações Unidas e Administrador transitório de Timor-Leste, Antero Luís é transferido do posto de Diretor Adjunto do Departamento de Justiça, para o posto de juiz do tribunal distrital de Díli, para integrar o coletivo especial para o julgamento dos crimes graves ocorridos em Timor-Leste durante a ocupação Indonésia.[2][3][4][6]
- Em 19 de fevereiro de 2002, Sérgio Vieira de Mello, nomeia Antero Luís, em acumulação de funções, juiz do tribunal de recurso de Timor-Leste.[7]
- Essa situação de juiz internacional manteve-se até outubro de 2002, já no quadro da UNMISET - Missão das Nações Unidas de Apoio a Timor-Leste[2][3][4]
- Em agosto - setembro de 2003, chefiou a Missão de Cooperação ao Serviço do Ministério da Justiça a Timor-Leste, para Avaliação do Sistema de Justiça daquele país, tendo apresentado o respectivo relatório junto das entidades nacionais competentes, entre as quais o CSM.
- Entre 2003 e 2005, em missão de cooperação e de forma interpolada, desempenhou funções como assessor do Ministro da Justiça e do Presidente do Supremo Tribunal de Justiça de São Tomé e Príncipe, tendo elaborado e discutido publicamente no Parlamento daquele país os anteprojectos dos futuros Códigos Penal e Processo Penal de São Tomé e Príncipe.[1][3]

## Algumas conferências e trabalhos publicados
- O Sistema tradicional de justiça e a mediação penal, publicado na obra coletiva A introdução da mediação vítima-agressor no ordenamento jurídico português, colóquio de 29 de junho de 2004; Faculdade de Direito da Universidade do Porto; edição Almedina; 2005.[8]
- Luís, Antero; Breves Reflexões Sobre Segurança Interna: A Emergência de Um novo Paradigma; Lisboa; Universidade Lusófona de Humanidades e Tecnologias de Lisboa; 2012.[9][10]

Para além de publicações em Diário da República e outras bases de dados, tem mais de uma dezena de Acórdãos publicados na Colectânea de Jurisprudência, tendo igualmente quarenta e quatro de Acórdãos de segunda instância e dezenas do STJ, em que foi relator, publicados nas Bases Jurídico-Documentais do IGFEJ.
Conforme CV de Antero Luís apresentado em 2022 no procedimento concursal de acesso no Supremo Tribunal de Justiça e documentos a ele anexos, tudo constante no arquivo do Conselho Superior da Magistratura, foi conferencista orador, entre outros, nos seguintes eventos:
- III Congresso dos juízes portugueses, 1989, Évora, sob o tema “Justiça para o Cidadão – Ser Juiz Aqui e Agora”;[12]
- VII Congresso ordinário da federação latino americana de magistrados (FLAM), 1991, São Paulo;
- XII Congresso brasileiro de magistrados, 1991, Belo Horizonte;
- V Congresso dos juízes portugueses, 1997, Viseu, sob o tema “Poder Judicial na Viragem do Século: Realidade ou Ficção”;
- Seminário, realizado na Fundação Champalimaud, 2012, Lisboa, subordinado ao tema “Protecção das Infra-estruturas Críticas Nacionais”, organizado pela Revista de Segurança e Defesa e a KPMG;
- X Congresso dos juízes portugueses, 2014, Tróia, sob o tema “Estatuto e Diálogo com a Sociedade”;
- 4ª Conferência da Polícia Marítima, realizada na Faculdade de Direito da Universidade de Lisboa, 2016, subordinada ao tema, “A Polícia Marítima questões de (in)constitucionalidade”;
- Seminário, realizado na Academia Militar (Portugal), 2018, Lisboa, subordinado ao tema “A Segurança Interna no Século XXI”;
- 1º Curso internacional de estudos de segurança interna, realizado no Instituto Universitário Militar (Portugal), 2019, Lisboa;
- 2º Curso internacional de estudos de segurança interna, realizado no Instituto Universitário Militar, 2020, Lisboa;